# Kalewa
Kalewa est une ville de Birmanie située dans la Région de Sagaing (district de Kalaymyo), au confluent de la Myittha et du Chindwin. Elle est la ville principale et le siège administratif du canton de Kalewa.

## Transport
La ville se trouve sur la route Mandalay-Imphal, au point où celle-ci traverse le Chindwin.